# VdB 35
vdB 35 est une nébuleuse par réflexion visible dans la constellation d'Orion.
Elle est située dans le secteur nord-ouest de la constellation, à environ 2/5 de la distance linéaire entre λ Orionis et Aldébaran (α Tauri). Elle peut être observée avec de puissants télescopes amateurs ou sur des images à longue exposition. Il s'agit d'un nuage de gaz d'extension apparente d'environ une minute d'arc, illuminé par l'étoile HD 34033, une géante jaune de classe spectrale G8III et de magnitude apparente 8,64. En mesurant la parallaxe, égale à 11,80 mas, on obtient une distance d'environ 84 pc (∼274 al), ce qui la placerait au premier plan par rapport à la région du complexe d'Orion, dont la distance est supérieure à 400 pc.